# 黑爾里格爾1915型衝鋒槍
施滕施特策—黑爾里格爾1915型（意為“黑爾里格爾預備軍機槍”）是奧匈帝國在一戰期間開發的水冷式衝鋒槍，目前只有相片證實該槍曾經存在過。

## 歷史
目前可以找到有關黑爾里格爾衝鋒槍的文獻和資料少之又少，唯一可證明該槍曾經存在過的證據是數張收藏在奧地利國家圖書館內，被命名為“黑爾里格爾預備軍機槍”（Maschinengewehr des Standschützen Hellriegel）的相片。這些相片是於1915年10月在一個靶場內拍攝，相中的人物正在試射黑爾里格爾衝鋒槍。以該槍的名稱和供彈具的尺寸來看可以推斷出它是一款自動火器，其設計者的名字叫黑爾里格爾（Hellrigel），是奧匈帝國民兵部隊“施滕施特策”（Standschützen）的成員。該部隊的主要任務是防守位於奧地利西部提洛邦和福拉爾貝格邦地區鄰近意大利的邊境。
黑爾里格爾衝鋒槍的研發時間正值意大利以協約國身份加入一戰並向其前盟友奧匈帝國宣戰的時刻，令奧匈帝國三面受敵。該槍的設計概念可能是來自在前線作戰的軍人，尤其是高級軍官。而其原型槍則可能是在野外工場或小型倉庫生產。不過，它也有可能是在後方人員的構思下誕生。黑爾里格爾衝鋒槍並沒有通過測試階段，從此成為了一種被遺忘的武器。目前推斷只有一把樣槍存在過，而且很有可能已被報廢或被分解掉。
按照陸軍的傳統，武器的名稱通常是取自其設計者的名字，以作紀念。該槍的設計者名為黑爾里格爾，他可能是一名軍官或只是一名普通士兵。而相片中測試武器的人有著“費爾德韋貝爾，一等武器大師”的軍銜，該軍銜為負責擔任炮兵或軍械人員的士官所使用，故不排除相中的人就是黑爾里格爾本人。
若不把意大利的維拉爾—佩羅薩空用衝鋒槍計算在內的話，黑爾里格爾1915型可能是世界上首款使用傳統外觀的衝鋒槍，比起貝瑞塔1918型和MP18還要早。該槍的設計概念跟早期的輕機槍，如：紹沙輕機槍及白朗寧自動步槍較相似，三者都是以可單兵攜帶、作步兵衝鋒及作火力壓制為前提下設計。但由於黑爾里格爾發射手槍子彈，故以現代的標準來說，它是一款衝鋒槍。

## 設計

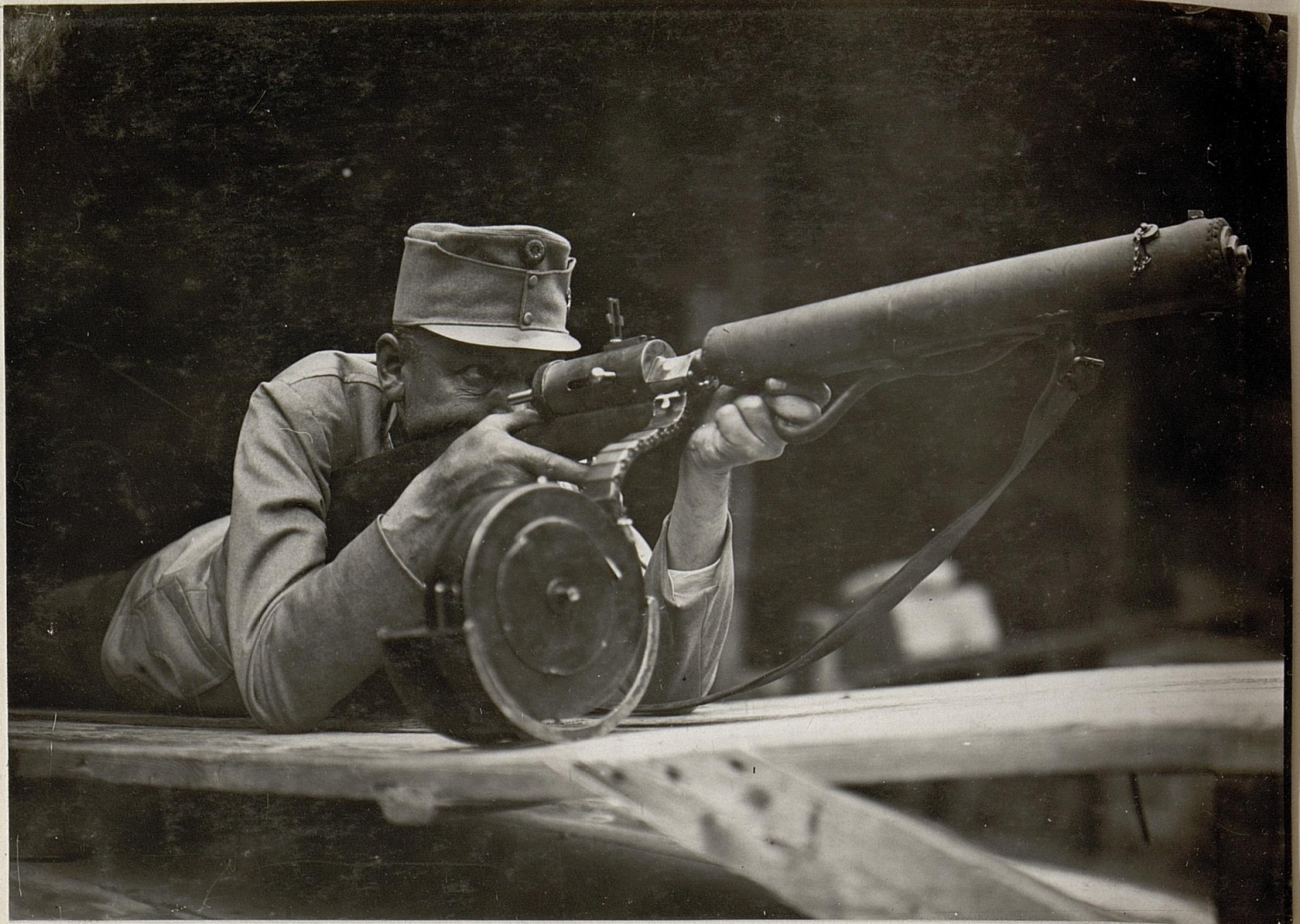
測試中的黑爾里格爾衝鋒槍，攝於1915年

黑爾里格爾是一種全自動槍械，它裝有一根水冷式槍管，該水冷槍管的外殼與施瓦茲洛茲機槍有相似之處。水缸上有兩個開口，一個用作盛水，另一個用作釋放多餘的蒸汽。槍管的表面被蓋上皮革，好讓射手在槍械過熱時能夠在不燙傷的狀態下繼續握持。另在槍管下還設有固定的彎曲式前握把。黑爾里格爾的槍托似乎是來自曼利夏1895型步槍，並設有更深的拇指凹槽。
有關黑爾里格爾的內部結構及運作方式目前仍然不詳。從其兩條突出於圓柱形機匣的螺旋式彈簧推斷，它可能是一款使用反衝作用原理的武器。該槍的機匣頂部裝有機械瞄具，其中後照準器似乎能夠進行調校。根據粗略的推斷，黑爾里格爾衝鋒槍的射速約為550—600發／分鐘。
儘管在實際戰鬥中持續射擊時的射速很可能會更低。

### 彈藥
作為奧匈帝國原產的武器，黑爾里格爾被假定是發射奧匈軍隊的制式手槍彈9×23毫米斯泰爾。然而它也有機會是發射費羅梅爾停止手槍所使用的.32 ACP彈。
黑爾里格爾衝鋒槍以一個容量約100—160發的彈鼓供彈，它本身並沒有實際與槍械本體連接，而是通過一條斜槽供彈。這種彈鼓不尋常的外觀令許多人誤以為該槍是使用彈鏈供彈，然而實際上並非這麽一回事。這是由於彈藥與槍械彼此並非連接著，而是通過一條彈簧沿著彈鼓和供彈斜槽推進。這種設計跟德國為MP18和魯格P08研製的TM 08蝸牛型彈鼓十分類似。該槍另可使用約20—30發容量，看似湯普森衝鋒槍使用的盒式彈匣供彈。

## 操作

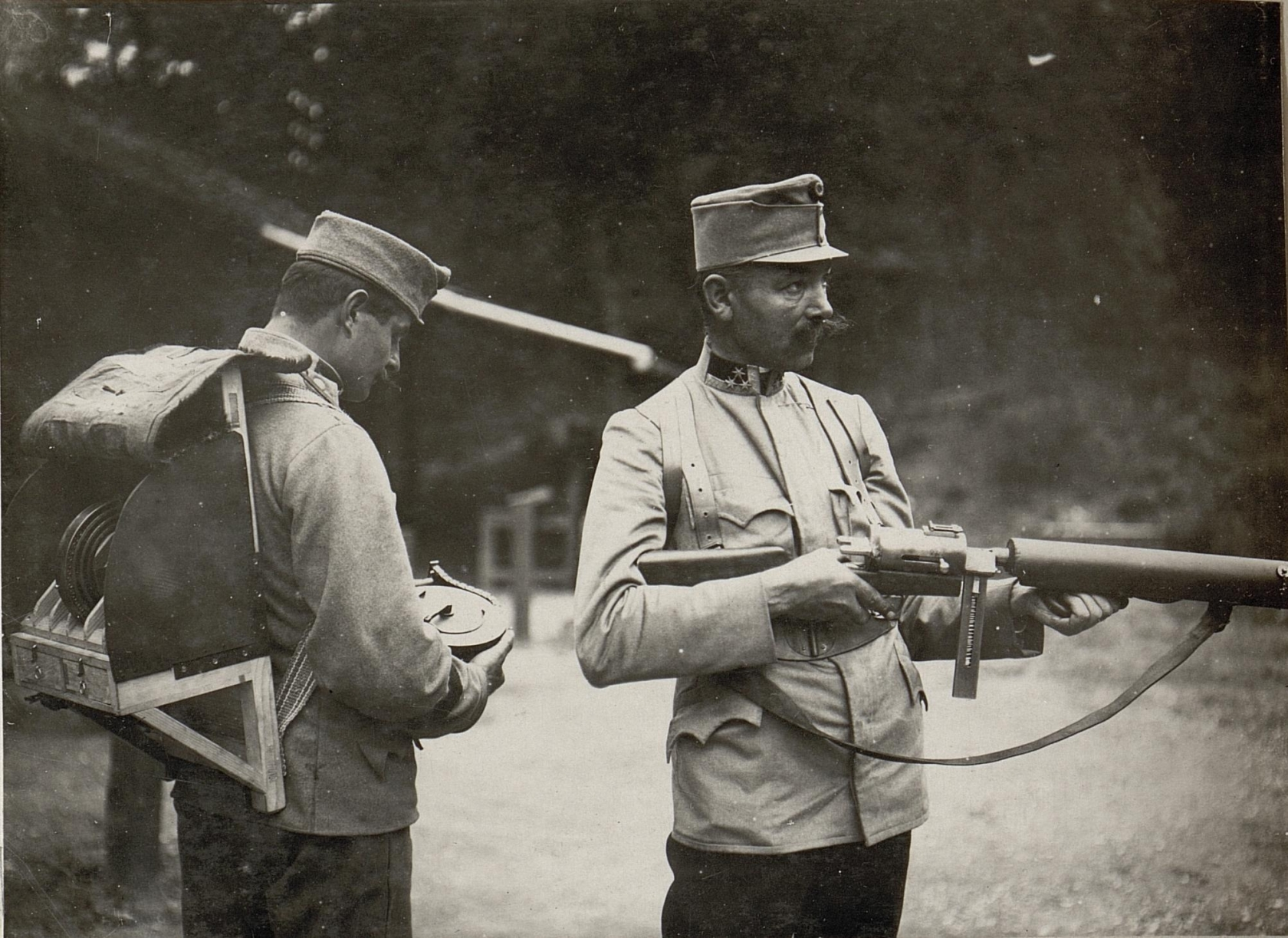
圖中兩名士兵一人攜帶黑爾里格爾衝鋒槍，另一人攜帶彈鼓

從僅存的相片中可見，黑爾里格爾衝鋒槍需要兩名士兵操作，分別是一名射手和一名攜彈員。攜彈員背著一個裝有五個彈鼓、兩個彈匣，以及一個武器清潔套件的背包。而射手則佩戴著似乎是用作攜帶衝鋒槍的肩帶，上面的金屬扣有可能是為實現行軍射擊設計。後來出現的白朗寧自動步槍就有一個類似的配套。

## 缺點
黑爾里格爾衝鋒槍並沒有裝上兩腳架或其他支撐工具，這在持續射擊時可能會出現問題。據推測，射手只能以該槍作腰射或抵肩射擊，這會降低武器的精度，限制了它作為機槍的角色。另外，它的槍管上並未有配備任何用作抑制槍口焰的裝置，令射手在射擊時會受強烈的火光影響暫時失去視力，從而進一步降低武器的精度。不過，考慮到該槍發射手槍子彈，上述問題可能並沒有那麽嚴重。
黑爾里格爾衝鋒槍的另一個潛在的缺點是它的供彈方式。從相片中可見，當射手要臥在地上射擊時，他必須承受槍械的全部重量，以確保槍械是在必須保持直立狀態的彈鼓之上。這種設計不但不符合人體工學，還會可能令射手在突然改變射擊方向時導致供彈故障。
對於黑爾里格爾衝鋒槍有否成功通過測試目前仍是未知數，但幾乎可以肯定的是由於該槍採用了不尋常的設計及複雜的內部結構，它沒有多大機會通過測試，而結果也很可能是差強人意。另一方面，生產成本也是導致其失敗的一個可能性。比如說：用作生產該槍的材料（例：皮革）較昂貴，而且槍械的生產工序過於複雜等。此外，當時的奧匈軍隊並沒有資源去投產這種有著巨大野心，但未經實戰考驗的武器。基於這些因素，黑爾里格爾衝鋒槍從沒有通過測試階段，成為了一件幾乎沒有留存紀錄，被世人遺忘的武器。

## 流行文化
黑爾里格爾衝鋒槍在藝電於2016年推出的第一人稱射擊遊戲中作為一款可用武器登場。但它在遊戲內被添加了一些虛構的原素，而且被當成量產武器大量出現。該槍在單人模式中由奧匈帝國軍隊所使用，聯機模式時則為突擊兵解鎖武器。

## 外部連結
- The Standschutze Hellriegel Submachine Gun Is a Mystery warisboring.com article（页面存档备份，存于）
- The Forgotten Standschütze Hellriegel M1915（页面存档备份，存于） (in Polish)
- Hellriegel photograph at the webpages of Bildarchiv Austria（页面存档备份，存于）
- Historicalfirearms.info article（页面存档备份，存于）
- Maschinengewehr des Standschützen Hellriegel: A WW1 Phantom - Forgotten Weapons youtube video（页面存档备份，存于）